# 대머리따오기속
대머리따오기속(학명: Geronticus)은 사다새목 저어새과 따오기아과에 속한 새의 속이다.

## 종류
- 대머리따오기속 Geronticus
  - 붉은볼따오기,  Geronticus eremita
  - 남부대머리따오기,  Geronticus calvus